# Microlejeunea constricta
Microlejeunea constricta là một loài Rêu trong họ Lejeuneaceae. Loài này được (Grolle) Grolle mô tả khoa học đầu tiên năm 1999.